# Zamudio Sociedad Deportiva
La Zamudio Sociedad Deportiva és un club de futbol basc amb seu a Zamudio, a la comunitat autònoma del País Basc. Fundat l'any 1943, juga a Tercera Divisió – Grup 4, celebrant els partits a casa a l'Estadio Gazituaga, amb una capacitat de 5.000 seients.

## Temporada a temporada
| Temporada | Nivell | Divisió    | Lloc | Copa del Rei |
| --------- | ------ | ---------- | ---- | ------------ |
| 1943–89   | 5      | Regional   | —    |              |
| 1989/90   | 6      | 1a Reg.    | 5è   |              |
| 1990/91   | 6      | 1a Reg.    | —    |              |
| 1991/92   | 6      | 1a Reg.    | 1r   |              |
| 1992/93   | 5      | Pref.      | 2n   |              |
| 1993/94   | 5      | Pref.      | 1r   |              |
| 1994/95   | 4      | 3a         | 10è  |              |
| 1995/96   | 4      | 3a         | 2n   |              |
| 1996/97   | 3      | 2a B       | 18è  |              |
| 1997/98   | 4      | 3a         | 15è  |              |
| 1998/99   | 4      | 3a         | 19è  |              |
| 1999/00   | 5      | Pref.      | 1r   |              |
| 2000/01   | 4      | 3a         | 5è   |              |
| 2001/02   | 4      | 3a         | 15è  |              |
| 2002/03   | 5      | Div. Honor | 1r   |              |
| 2003/04   | 4      | 3a         | 11è  |              |
| 2004/05   | 4      | 3a         | 5è   |              |
| 2005/06   | 4      | 3a         | 16è  |              |
| 2006/07   | 5      | Div. Honor | 1r   |              |
| 2007/08   | 4      | 3a         | 4t   |              |

| Temporada | Nivell | Divisió | Lloc | Copa del Rei  |
| --------- | ------ | ------- | ---- | ------------- |
| 2008/09   | 4      | 3a      | 9è   |               |
| 2009/10   | 4      | 3a      | 9è   |               |
| 2010/11   | 4      | 3a      | 15è  |               |
| 2011/12   | 4      | 3a      | 9è   |               |
| 2012/13   | 4      | 3a      | 9è   |               |
| 2013/14   | 4      | 3a      | 8è   |               |
| 2014/15   | 4      | 3a      | 11è  |               |
| 2015/16   | 4      | 3a      | 1r   |               |
| 2016/17   | 3      | 2a B    | 20è  | Primera ronda |
| 2017/18   | 4      | 3a      | 12è  |               |
| 2018/19   | 4      | 3a      | 16è  |               |

- Segona temporada a Segona Divisió B
- 20 temporades a Tercera Divisió

## Palmarès
- Tercera Divisió: 2015–16